# Emily Garnier
Emily Jane Garnier (født 21. marts 1996) er en kvindelig amerikansk fodboldspiller, der spiller forsvar for amerikanske Chicago Red Stars i National Women's Soccer League. 
Hun har tidligere spillet i danske Fortuna Hjørring i Gjensidige Kvindeligaen. Hun har også tidligere spillet for italienske Empoli Ladies F.C., med hvem hun sikrede oprykning til den bedste kvindelige række i Italien Serie A. Hun skiftede i juli 2020, til de danske mestre fra Fortuna Hjørring.